# Mbuji-Mayi
Mbuji-Mayi (tên cũ là Bakwanga) là thủ phủ của tỉnh Kasai-Oriental ở nam trung bộ Cộng hòa Dân chủ Congo. Đây là thành phố lớn thứ ba ở quốc gia này, sau thủ đô Kinshasa và là thành phố lớn thứ hai Lubumbashi nhưng lớn hơn Kisangani và Kananga. Thành phố này lớn thứ ba quốc gia này mặc dù dân số chính xác không được biết đến. Ước tính của CIA Factbook 2010 thì dân số ước khoảng 1.480.000 người đến con số 3.500.000 người theo ước tính của Liên Hợp Quốc vào năm 2008. ]
Mbuji-Mayi nằm trong xứ Luba bên sông Sankuru. Tên Mbuji-Mayi xuất phát từ ngôn ngữ địa phương, Tshiluba và dịch là "nước dê," một tên bắt nguồn từ số lượng lớn các dê trong khu vực và vị trí của thành phố trên Sankuru, làm cho nó một địa điểm cấp nước tưới chính. Mặc dù dân số đông, thành phố vẫn còn là xứ hẻo lanh, ít có kết nối với các tỉnh lân cận hoặc với Kinshasa và Lubumbashi. Thành phố được kết nối hàng không thông qua các sân bay Mbuji Mayi.